# 2008-as Mexikó-rali

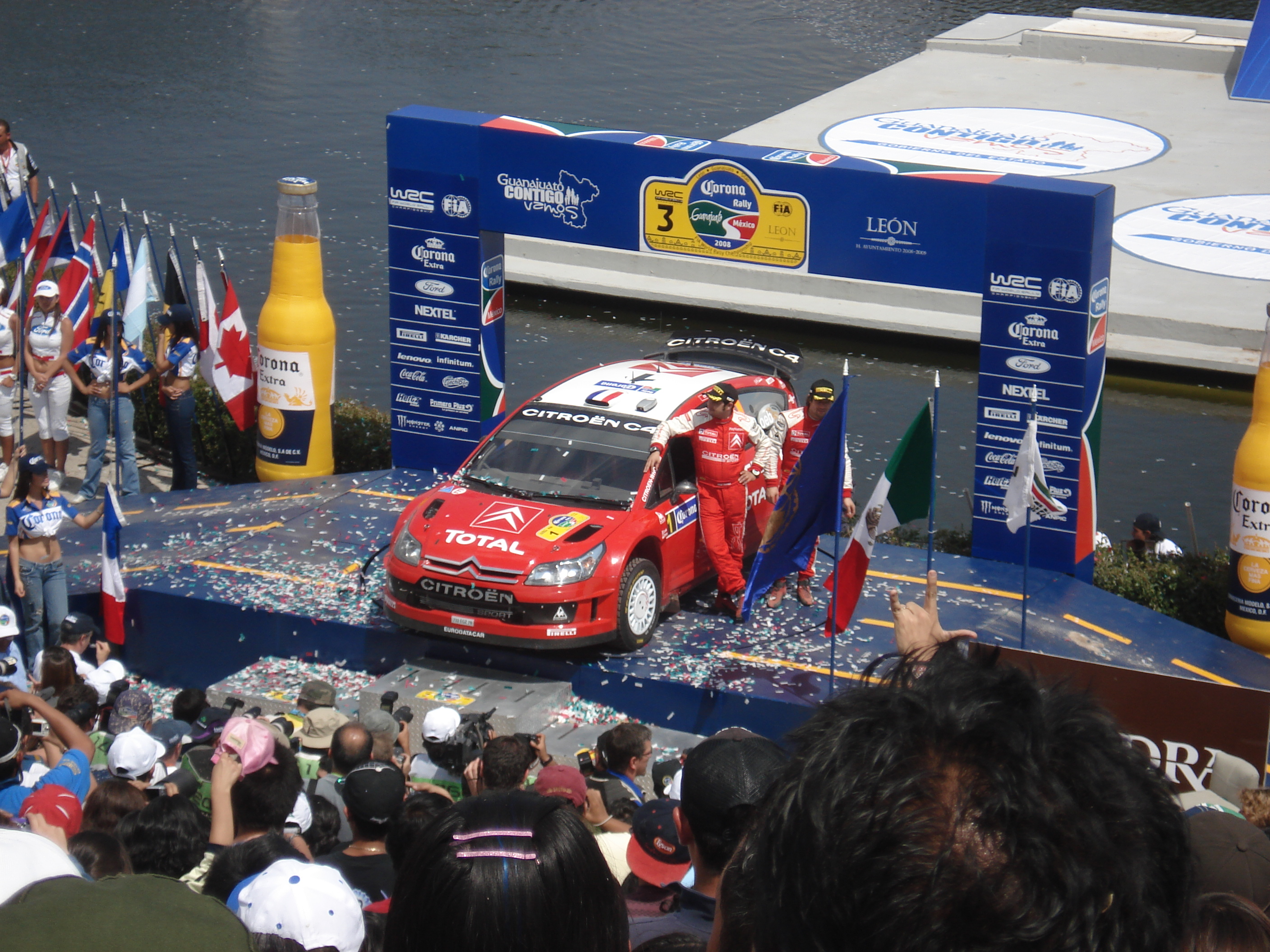
A győztes párosa, Sébastien Loeb és Daniel Elena a pódiumon

A 2008-as Mexikó-rali (hivatalosan: 22º Corona Rally México) volt a 2008-as rali-világbajnokság harmadik futama. Február 29 és Március 2 között került megrendezésre, 20 gyorsasági szakaszból állt, melyek össztávja 354 kilométert tett ki. A versenyen 40 páros indult, melyből 29 ért célba.
A versenyt, 2006 és 2007 után ismét a francia Sébastien Loeb nyerte, másodikként Chris Atkinson végzett, harmadik pedig Jari-Matti Latvala lett.
A futam a junior rali-világbajnokság szezonbeli első futama is volt egyben. Ezt az értékelést Sebastien Ogier nyerte, Jaan Mölder és Michał Kościuszko előtt.

## Beszámoló
Első nap

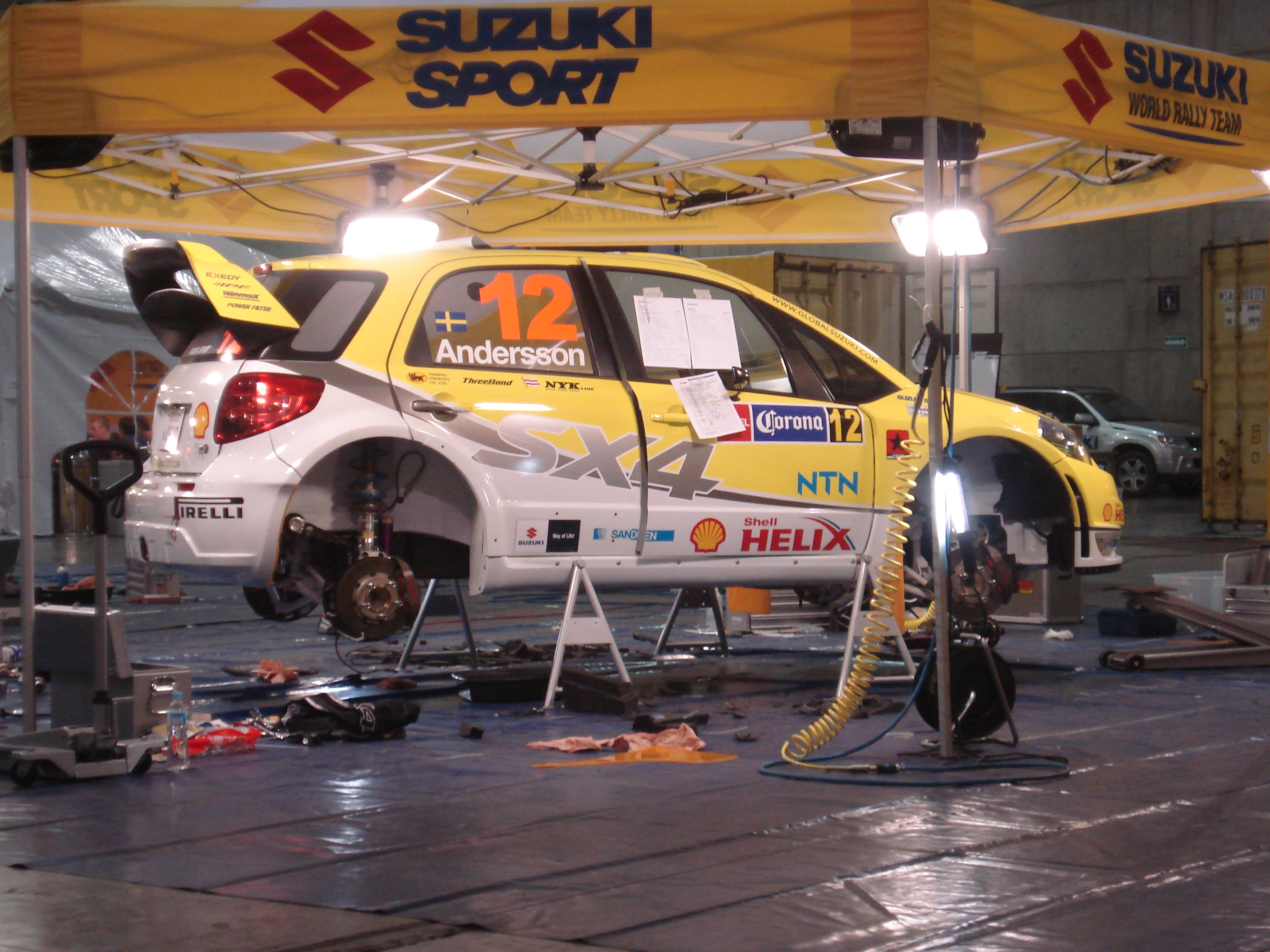
Andersson autója a szervizparkban

Nyolc gyorsasági szakaszt rendeztek az első napon. Jari-Matti Latvala és Sébastien Loeb három-három, Petter Solberg pedig két etapon volt a leggyorsabb. A negyedik gyorsaságin a Suzuki mind a két versenyzője kiesett: Per-Gunnar Andersson és Toni Gardemeister motorproblémák miatt kényszerült kiállni. Ekkor esett ki a Stobart Ford olasz pilótája, Gigi Galli is, aki autója lengéscsillapítójának meghibásodása után adta fel a futamot. A napot Latvala zárta az élen, őt Loeb és Chris Atkinson követte. A nap elején még fékproblémákkal kezdő Petter Solberg a negyedik, Mikko Hirvonen pedig az ötödik volt ekkor.
Második nap

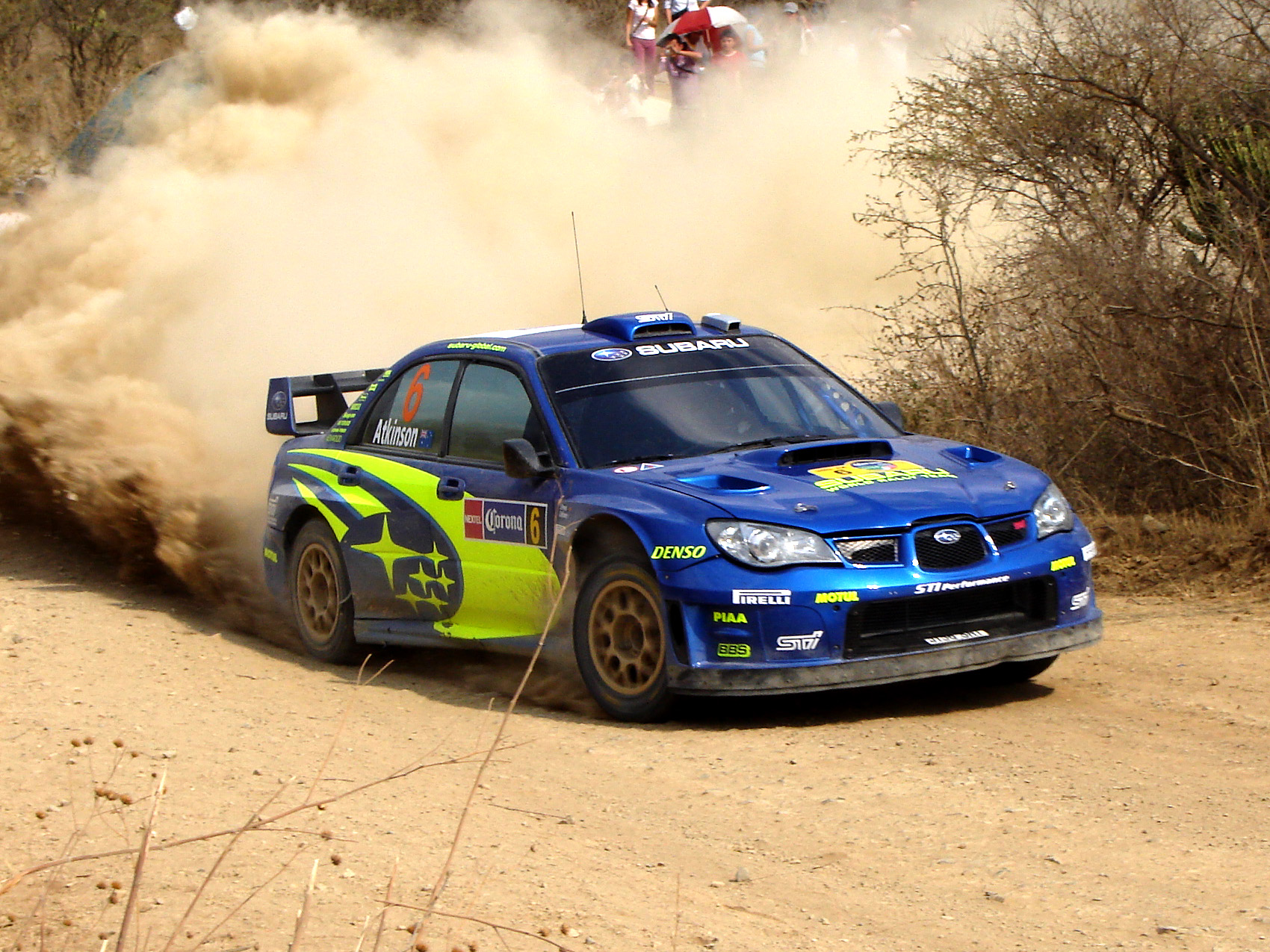
Chris Atkinson második dobogós helyezését szerezte a szezonban

A második napon az élmezőny több tagjának is akadtak gondjai. Petter Solberg Subaru Imprezájában már a nap második gyorsaságián eltört a féltengely. A tizenharmadik szakaszon Latvala Fordjában a nagy nyomás lebodta a turbócsövet; a teljesítmény csökkenésével így több mint egy percet vesztett a finn. Csapattársát Hirvonent több defekt is hátráltatta, Sébastien Loeb pedig komolyabb ellenfelek hiányában magabiztos, több mint egyperces előnyt szerzett a nap végére. Második helyen Atkinson, a harmadik helyen pedig Latvala állt ekkor.
Harmadik nap
A zárónapra négy szakasz szerepelt a versenyprogramban, ám a 22 km-es guanajuatito-i gyorsaságit a túl sok néző miatt törölni kellett. A dobogós helyeken nem történt változás a nap folyamán. Mikko Hirvonen megelőzte Henning Solberget és a negyedik lett. Matthew Wilson a hatodik, Federico Villagra pedig a hetedik helyen zárt. A mexikói Ricardo Triviño az utolsó pontszerző pozícióban, nyolcadikként ért célba, ám a szervezők utólag nem engedélyezett kesztyű használata miatt kizárták. Az egy pontot érő nyolcadik helyre így a junior kategória győztese, Sébastien Ogier ért fel.

## Szakaszok
| Nap                 | #   | Rajtidő | Szakasz         | Hossz    | Győztes                        | Idő     | Átlag seb. | Versenyben vezető  |
| ------------------- | --- | ------- | --------------- | -------- | ------------------------------ | ------- | ---------- | ------------------ |
| 1. nap (Február 29) | 1.  | 08:28   | Alfaro 1        | 22.96 km | Jari-Matti Latvala             | 14:14.6 | 96.7 km/h  | Jari-Matti Latvala |
| 1. nap (Február 29) | 2.  | 09:51   | Ortega 1        | 23.83 km | Sébastien Loeb                 | 14:11.8 | 100.7 km/h | Jari-Matti Latvala |
| 1. nap (Február 29) | 3.  | 10:39   | El Cubilete 1   | 18.87 km | Sébastien Loeb                 | 11:51.5 | 95.5 km/h  | Jari-Matti Latvala |
| 1. nap (Február 29) | 4.  | 13:02   | Alfaro 2        | 22.96 km | Petter Solberg                 | 14:02.5 | 98.1 km/h  | Jari-Matti Latvala |
| 1. nap (Február 29) | 5.  | 14:25   | Ortega 2        | 23.83 km | Jari-Matti Latvala             | 14:00.1 | 102.1 km/h | Jari-Matti Latvala |
| 1. nap (Február 29) | 6.  | 15:13   | El Cubilete 2   | 18.87 km | Jari-Matti Latvala             | 11:45.5 | 96.3 km/h  | Jari-Matti Latvala |
| 1. nap (Február 29) | 7.  | 16:33   | Super Special 1 | 2.21 km  | Petter Solberg                 | 1:41.7  | 78.2 km/h  | Jari-Matti Latvala |
| 1. nap (Február 29) | 8.  | 16:38   | Super Special 2 | 2.21 km  | Sébastien Loeb                 | 1:42.0  | 78.0 km/h  | Jari-Matti Latvala |
| 2. nap (Március 1)  | 9.  | 08:24   | Ibarilla 1      | 29.90 km | Sébastien Loeb                 | 18:35.7 | 96.5 km/h  | Jari-Matti Latvala |
| 2. nap (Március 1)  | 10. | 09:47   | Duarte 1        | 23.27 km | Sébastien Loeb                 | 18:19.6 | 76.2 km/h  | Sébastien Loeb     |
| 2. nap (Március 1)  | 11. | 10:38   | Derramadero 1   | 23.28 km | Daniel Sordo                   | 14:04.6 | 99.2 km/h  | Sébastien Loeb     |
| 2. nap (Március 1)  | 12. | 13:12   | Ibarilla 2      | 29.90 km | Sébastien Loeb                 | 18:21.0 | 97.8 km/h  | Sébastien Loeb     |
| 2. nap (Március 1)  | 13. | 14:35   | Duarte 2        | 23.27 km | Daniel Sordo                   | 17:56.2 | 77.8 km/h  | Sébastien Loeb     |
| 2. nap (Március 1)  | 14. | 15:26   | Derramadero 2   | 23.28 km | Henning Solberg                | 13:52.9 | 100.6 km/h | Sébastien Loeb     |
| 2. nap (Március 1)  | 15. | 16:41   | Super Special 3 | 2.21 km  | Sébastien Loeb Henning Solberg | 1:41.9  | 78.1 km/h  | Sébastien Loeb     |
| 2. nap (Március 1)  | 16. | 16:46   | Super Special 4 | 2.21 km  | Chris Atkinson Sébastien Loeb  | 1:40.8  | 78.9 km/h  | Sébastien Loeb     |
| 3. nap (Március 2)  | 17. | 08:28   | Leon            | 16.09 km | Jari-Matti Latvala             | 10:43.3 | 90.0 km/h  | Sébastien Loeb     |
| 3. nap (Március 2)  | 18. | 08:56   | Guanajuatito    | 22.30 km | Törölve                        | Törölve | Törölve    | Sébastien Loeb     |
| 3. nap (Március 2)  | 19. | 10:19   | Comanjilla      | 17.88 km | Mikko Hirvonen                 | 10:12.7 | 105.1 km/h | Sébastien Loeb     |
| 3. nap (Március 2)  | 20. | 11:34   | Super Special 5 | 4.42 km  | Daniel Sordo                   | 3:19.3  | 79.8 km/h  | Sébastien Loeb     |

## Végeredmény
|          | Versenyző          | Navigátor           | Autó                   | Idő       | Különbség | Pont |
| -------- | ------------------ | ------------------- | ---------------------- | --------- | --------- | ---- |
| 1.       | Sébastien Loeb     | Daniel Elena        | Citroën C4 WRC         | 3:33:29.9 |           | 10   |
| 2.       | Chris Atkinson     | Stéphane Prévot     | Subaru Impreza WRC2007 | 3:34:36.0 | 1:06.1    | 8    |
| 3.       | Jari-Matti Latvala | Miikka Anttila      | Ford Focus RS WRC 07   | 3:35:09.6 | 1:39.7    | 6    |
| 4.       | Mikko Hirvonen     | Jarmo Lehtinen      | Ford Focus RS WRC 07   | 3:37:08.6 | 3:38.7    | 5    |
| 5.       | Henning Solberg    | Cato Menkerud       | Ford Focus RS WRC 07   | 3:38:27.8 | 4:57.9    | 4    |
| 6.       | Matthew Wilson     | Michael Orr         | Ford Focus RS WRC 07   | 3:39:58.8 | 6:28.9    | 3    |
| 7.       | Federico Villagra  | Jorge Perez Companc | Ford Focus RS WRC 07   | 3:52:32.9 | 19:03.0   | 2    |
| kizárva  | Ricardo Triviño    | Sergio Salom        | Peugeot 206 WRC        | 3:54:47.2 | 21:17.3   | 1    |
| 8.       | Sebastien Ogier    | Julien Ingrassia    | Citroën C2 S1600       | 3:58:54.8 | 25:24.9   | 1    |
| [ 3 ]    |                    |                     |                        |           |           |      |
| JWRC     |                    |                     |                        |           |           |      |
| 1. (8.)  | Sebastien Ogier    | Julien Ingrassia    | Citroën C2 S1600       | 3:58:54.8 |           | 10   |
| 2. (9.)  | Jaan Mölder        | Frederic Miclotte   | Suzuki Swift S1600     | 4:00:26.7 | 1:31.9    | 8    |
| 3. (10.) | Michał Kościuszko  | Maciej Szczepaniak  | Suzuki Swift S1600     | 4:02:00.0 | 3:05.2    | 6    |
| 4. (12.) | Aaron Burkart      | Michael Kölbach     | Citroën C2 S1600       | 4:04:56.6 | 6:01.8    | 5    |
| 5. (13.) | Patrik Sandell     | Emil Axelsson       | Renault Clio S1600     | 4:06:40.5 | 7:45.7    | 4    |
| 6. (19.) | Shaun Gallagher    | Clive Jenkins       | Citroën C2 S1600       | 4:14:16.0 | 15:21.2   | 3    |
| 7. (22.) | Martin Prokop      | Jan Tománek         | Citroën C2 S1600       | 4:48:43.2 | 49:48.4   | 2    |
| 8. (23.) | Francesco Fanari   | Massimiliano Bosi   | Citroën C2 S1600       | 4:51:28.8 | 52:34.0   | 1    |

## Külső hivatkozások
- A Mexikó-rali hivatalos honlapja Archiválva 2019. március 26-i dátummal a Wayback Machine-ben
- Eredmények az ewrc-results.com honlapon
- Összefoglaló a verseny főbb eseményeiről. YouTube